# ¿Quién educa a quién?
¿Quién educa a quién? és un debat en directe presentat per la periodista Mamen Asencio, des de Prado del Rey, que aprofundeix i àmplia cada setmana els temes tractats en la sèrie de ficció 'HIT'.
Una producció de RTVE en col·laboració amb Grup Ganga amb experts, docents, pares i alumnes per oferir una anàlisi exhaustiva sobre l'educació dels joves i els conflictes generacionals de la societat.

## Contingut i col·laboradors
'HIT' es converteix en un punt de partida per analitzar determinades situacions que es produeixen quotidianament en els centres d'educació i en les famílies. Després de cada capítol, 'Qui educa a qui?' Busca una anàlisi profunda i rigorosa d'una realitat que la sèrie reflecteix: ¿S'està enfrontant degudament l'educació dels joves en un temps d'avenços tecnològics que canvien ràpidament el model de societat i els valors?
El programa i la sèrie traspassen així el gènere de l'entreteniment i mostren una realitat marcada per la revolució tecnològica, l'univers de les xarxes socials, les conseqüències de la globalització i el canvi dels valors establerts.
La periodista Mamen Asencio, presentadora de 'Las mañanas' de La 1 a l'agost, condueix aquest debat que es realitza cada setmana en directe des de l'Estudi 6 de Prat de Rei.
Hi participen especialistes d'àmplia experiència en el tracte amb adolescents que cada setmana plantejen, a través de diferents enfocaments, una anàlisi detallada de la realitat de la joventut i dels seus nous reptes. I sempre comptant, a més, amb el punt de vista dels veritables protagonistes, els joves, que mostren els seus dubtes i plantejaments a través dels seus testimonis i experiències, dins d'un programa amb un enfocament rigorós i constructiu.
També intervenen persones que traslladen les seves experiències personals, per comparar els temes en les diferents societats. El públic al plató té una participació molt activa, perquè està format per educadors, investigadors, alumnes, etc.

## Emissió en directa i visualització
Després de "HIT", cada dilluns sobre les 23:10h.

## Temàtica segons la programació de "HIT"
| N.º | Títol                 | Dirigit per             | Escrit per                                                  | Data d'emissió original | Audiència      |
| --- | --------------------- | ----------------------- | ----------------------------------------------------------- | ----------------------- | -------------- |
| 1   | «La infección»        | Joaquín Oristrell       | Yolanda García Serrano, Pablo Bartolomé i Joaquín Oristrell | 21 de setembre de 2020  | 627 000 (6,4%) |
| 2   | «La consulta»         | Joaquín Oristrell       | Yolanda García Serrano i Joaquín Oristrell                  | 28 de setembre de 2020  | 575 000 (5,6%) |
| 3   | «El diagnóstico»      | Álvaro Fernández Armero | Jacobo Delgado i Joaquín Oristrell                          | 5 d'octubre de 2020     | 486 000 (4,6%) |
| 4   | «La limpia»           | Álvaro Fernández Armero | Pablo Bartolomé i Joaquín Oristrell                         | 12 d'octubre de 2020    | 558 000 (5,3%) |
| 5   | «El cuerpo»           | Elene Trapé             | Yolanda García Serrano i Joaquín Oristrell                  | 19 d'octubre de 2020    | 589 000 (5,7%) |
| 6   | «La recaída»          | Elene Trapé             | Jacobo Delgado i Joaquín Oristrell                          | 26 d'octubre de 2020    | 618 000 (5,8%) |
| 7   | «Cuidados intensivos» | —                       | —                                                           | 2 de novembre de 2020   | 470 000 (4,4%) |
| 8   | —                     | —                       | —                                                           | 9 de novembre de 2020   | 470 000 (4,1%) |
| 9   | —                     | —                       | —                                                           | 16 de novembre de 2020  | 505 000 (4,6%) |
| 10  | —                     | —                       | —                                                           | 23 de novembre de 2020  | 528 000 (5,4%) |
| 11  | —                     | —                       | —                                                           | 30 de novembre de 2020  | —              |
| 12  | —                     | —                       | —                                                           | 7 de desembre de 2020   | —              |
| 13  | —                     | —                       | —                                                           | 14 de desembre de 2020  | —              |